# Campeonato Africano de Atletismo Júnior de 2001
A 5ª edição do Campeonato Africano de Atletismo Júnior foi organizado pela Confederação Africana de Atletismo no período de 9 a 12 de julho de 2001, em Moka na Maurícia, para atletas com menos de 19 anos. Foram disputadas 41 provas sendo 21 masculino e 20 feminino. 

## Medalhistas

### Masculino
| Evento                   | Ouro                                                                                           | Ouro     | Prata                                                                           | Prata    | Bronze                                                                                      | Bronze   |
| ------------------------ | ---------------------------------------------------------------------------------------------- | -------- | ------------------------------------------------------------------------------- | -------- | ------------------------------------------------------------------------------------------- | -------- |
| 100 metros               | Henrico Louis (MRI)                                                                            | 10.79    | Gareth Roelf (RSA)                                                              | 10.97    | Djibril Diatta (SEN)                                                                        | 11.08    |
| 200 metros               | Ommanandsingh Kowlessur (MRI)                                                                  | 21.66    | Lewis Banda (ZIM)                                                               | 21.92    | Mandla Nkosi (RSA)                                                                          | 22.15    |
| 400 metros               | Mandla Nkosi (RSA)                                                                             | 47.13    | Lewis Banda (ZIM)                                                               | 47.35    | Jacob Ramokoka (RSA)                                                                        | 48.06    |
| 800 metros               | Cornelius Chirchir (KEN)                                                                       | 1:49.02  | Amine Laâlou (MAR)                                                              | 1:49.94  | Philemon Tanui (KEN)                                                                        | 1:49.99  |
| 1 500 metros             | Cornelius Chirchir (KEN)                                                                       | 3:41.16  | Philemon Tanui (KEN)                                                            | 3:42.72  | Habtai Kifletsion (ERI)                                                                     | 3:42.82  |
| 5 000 metros             | Boniface Toroitich Kiprop (UGA)                                                                | 13:48.6  | Solomon Bushendich (KEN)                                                        | 13:49.9  | Henry Kipchirchir (KEN)                                                                     | 14:01.0  |
| 10 000 metros            | Solomon Bushendich (KEN)                                                                       | 28:40.36 | Boniface Toroitich Kiprop (UGA)                                                 | 28:45.76 | Ali Abdalla (ERI)                                                                           | 29:27.10 |
| 110 metros barreiras     | Janko Kotze (RSA)                                                                              | 14.38    | Chafik Kalila (MAR)                                                             | 15.22    | Hamdi Dhouibi (TUN)                                                                         | 15.37    |
| 400 metros barreiras     | Ter de Villiers (RSA)                                                                          | 50.76    | Rachid Malki (MAR)                                                              | 52.37    | Chafik Kalila (MAR)                                                                         | 53.64    |
| 3 000 metros obstáculos  | Ezekiel Kemboi (KEN)                                                                           | 8:39.80  | Michael Kipyego (KEN)                                                           | 8:41.26  | Abdelatif Chemlal (MAR)                                                                     | 8:55.76  |
| Revezamento 4×100 metros | Ilhas Maurícias · Mervin Buckland · Henrico Louis · Ommanandsingh Kowlessur · Jonathan Chimier | 41.50    | Seicheles · Tony Hoareau · Flore Evans · Eddy Lozaique · Marvis Confait         | 43.20    | Marrocos · Rachid Malki · Chafik Kalila · Ouadih Naciri · Hicham Chliyeh                    | 43.74    |
| Revezamento 4×400 metros | África do Sul · Jacob Ramokoka · Ter de Villiers · Johan Cronje · Mandla Nkosi                 | 3:14.14  | Marrocos · Rachid Malki · Chafik Kalila · Abdellatif El-Ghazaoui · Amine Laâlou | 3:17.67  | Ilhas Maurícias · Pascal Fleur · Henrico Louis · David Mortimerdo · Ommanandsingh Kowlessur | 3:22.33  |
| 10 km marcha             | Abderrahmane Rahma (ALG)                                                                       | 47:29.9  | Ismail Bendoumia (ALG)                                                          | 47:50.7  | Mahmoud Mohamed (EGY)                                                                       | 48:21.2  |
| Salto em altura          | Idrissa Ndoye (SEN)                                                                            | 2.10 m   | Adel Abou Maati (EGY)                                                           | 2.10 m   | Kousse Kone (MLI)                                                                           | 2.04 m   |
| Salto à vara             | Hamdi Dhouibi (TUN)                                                                            | 4.60 m   | Mohamed Karbib (MAR)                                                            | 4.05 m   | David Thomassoo (MRI)                                                                       | 3.90 m   |
| Salto em comprimento     | Jonathan Chimier (MRI)                                                                         | 7.48 m   | Abdou Lam (SEN)                                                                 | 7.31 m   | Hamdi Dhouibi (TUN)                                                                         | 7.18 m   |
| Triplo salto             | Abdou Lam (SEN)                                                                                | 15.11 m  | Ndiss Kaba Badji (SEN)                                                          | 15.09 m  | Idir Fellah (ALG)                                                                           | 15.02 m  |
| Arremesso de peso        | Yasser Ibrahim Farag (EGY)                                                                     | 15.44 m  | Selwyn Beauchamp (SEY)                                                          | 13.76 m  | Nabil Kirame (MAR)                                                                          | 13.65 m  |
| Lançamento de disco      | Ihab Ahmed (EGY)                                                                               | 50.07 m  | Omar El-Ghazaly (EGY)                                                           | 49.79 m  | Nabil Kirame (MAR)                                                                          | 44.57 m  |
| Lançamento de martelo    | Nicolas Li Yung Fong (MRI)                                                                     | 59.44 m  | Mohsen Anany (EGY)                                                              | 57.11 m  | Ahmed Ben Ahmed (TUN)                                                                       | 55.27 m  |
| Lançamento de dardo      | Willie Human (RSA)                                                                             | 77.45 m  | James Oyewoh (NGR)                                                              | 69.53 m  | Sadek Al-Mohsen (EGY)                                                                       | 64.36 m  |

### Feminino
| Evento                   | Ouro                                                                                      | Ouro     | Prata                                                                                  | Prata                      | Bronze                                                                           | Bronze                                      |
| ------------------------ | ----------------------------------------------------------------------------------------- | -------- | -------------------------------------------------------------------------------------- | -------------------------- | -------------------------------------------------------------------------------- | ------------------------------------------- |
| 100 metros               | Ibifuro Tobin-West (NGR)                                                                  | 11.86    | Amal Tayssir (MAR)                                                                     | 12.17                      | Geraldine Elysee (MRI)                                                           | 12.39                                       |
| 200 metros               | Kate Obilor (NGR)                                                                         | 24.22    | Hajarat Yusuf (NGR)                                                                    | 24.61                      | Pulane Sekonyana (LES)                                                           | 25.38                                       |
| 400 metros               | Gloria Nwosu (NGR)                                                                        | 54.10    | Hajarat Yusuf (NGR)                                                                    | 55.09                      | Houria El-Mohandis (MAR)                                                         | 58.68                                       |
| 800 metros               | Alice Nwosu (NGR)                                                                         | 2:04.70  | Janeth Jepkosgei (KEN)                                                                 | 2:06.21                    | Mary Bacia (UGA)                                                                 | 2:08.51                                     |
| 1 500 metros             | Zanelle Grobler (RSA)                                                                     | 4:23.33  | Berhane Herpassa (ETH)                                                                 | 4:23.35                    | Eliane Saholinirina (MAD)                                                        | 4:24.76                                     |
| 5 000 metros             | Vivian Cheruiyot (KEN)                                                                    | 16:19.54 | Caroline Chepkwony (KEN)                                                               | 16:23.77                   | Simret Sultan (ERI)                                                              | 16:58.23                                    |
| 10 000 metros            | Caroline Chepkwony (KEN)                                                                  | 35:04.96 | Christiana Augustine (NGR)                                                             | 37:22.90                   | Séraphine Murékatété (RWA)                                                       | 38:06.19                                    |
| 400 metros barreiras     | Kate Obilor (NGR)                                                                         | 60.14    | Houria El-Mohandis (MAR)                                                               | 63.66                      | Apenas dois concorrentes                                                         | Apenas dois concorrentes                    |
| Revezamento 4×100 metros | Ilhas Maurícias · Sharonne Cerveaux · Josiane Perrine · Sandrine Duval · Geraldine Elysee | 49.15    | Apenas uma equipe terminou                                                             | Apenas uma equipe terminou | Apenas uma equipe terminou                                                       | Apenas uma equipe terminou                  |
| Revezamento 4×400 metros | Nigéria · Hajarat Yusuf · Gloria Nwosu · Kate Obilor · Alice Nwosu                        | 3:50.53  | Ilhas Maurícias · Sandrine Duval · Sylvia Bosquet · Mary Jane Flore · Geraldine Elysee | 4:04.75                    | Marrocos · Hanane Ouhaddou · Amal Tayssir · Malika Asahssah · Houria El-Mohandis | 4:11.67                                     |
| 5 km marcha              | Nicolene Cronje (RSA)                                                                     | 24:48.89 | Leeann Watts (RSA)                                                                     | 25:28.60                   | Souad Kifani (ALG)                                                               | 26:04.61                                    |
| Salto em altura          | Marizca Gertenbach (RSA)                                                                  | 1.77 m   | Gloria Nwosu (NGR)                                                                     | 1.68 m                     | Arielle Brette (MRI)                                                             | 1.55 m                                      |
| Salto com vara           | Maha Mohamed (EGY)                                                                        | 3.35 m   | Amina Chahreddine (ALG) Nancy Cheekoussen (MRI)                                        | 2.90 m                     | Não concedido                                                                    | Não concedido                               |
| Salto em comprimento     | Ibifuro Tobin-West (NGR)                                                                  | 5.93 m   | Sarah Bouaoudia (ALG)                                                                  | 5.77 m                     | Natacha Bibi (SEY)                                                               | 5.34 m                                      |
| Triplo salto             | Mahaliana Ramanitra (MAD)                                                                 | 12.07 m  | Josiane Perrine (MRI)                                                                  | 11.45 m                    | Apenas dois atletas tiveram um salto válido                                      | Apenas dois atletas tiveram um salto válido |
| Arremesso de peso        | Helda Marie (SEY)                                                                         | 13.58 m  | Amal Salem (EGY)                                                                       | 13.08 m                    | Hiba Saad (EGY)                                                                  | 12.94 m                                     |
| Lançamento de disco      | Amina Moudden (MAR)                                                                       | 45.55 m  | Nourine Ahmed (EGY)                                                                    | 42.36 m                    | Chichi Edeh (NGR)                                                                | 42.34 m                                     |
| Lançamento de martelo    | Rawd Hussein (EGY)                                                                        | 48.79 m  | Joanna Bhoyroo (MRI)                                                                   | 42.31 m                    | Karima Mouhoubi (ALG)                                                            | 41.31 m                                     |
| Lançamento de dardo      | Hana'a Omar (EGY)                                                                         | 45.30 m  | Patricia Léopold (MRI)                                                                 | 37.16 m                    | Joanna Bhoyroo (MRI)                                                             | 17.22 m                                     |
| Heptatlo                 | Gloria Nwosu (NGR)                                                                        | 5111 pts | Imène Chatbri (TUN)                                                                    | 4834 pts                   | Soraya Mehdioui (ALG)                                                            | 4438 pts                                    |